# Maserati Indy

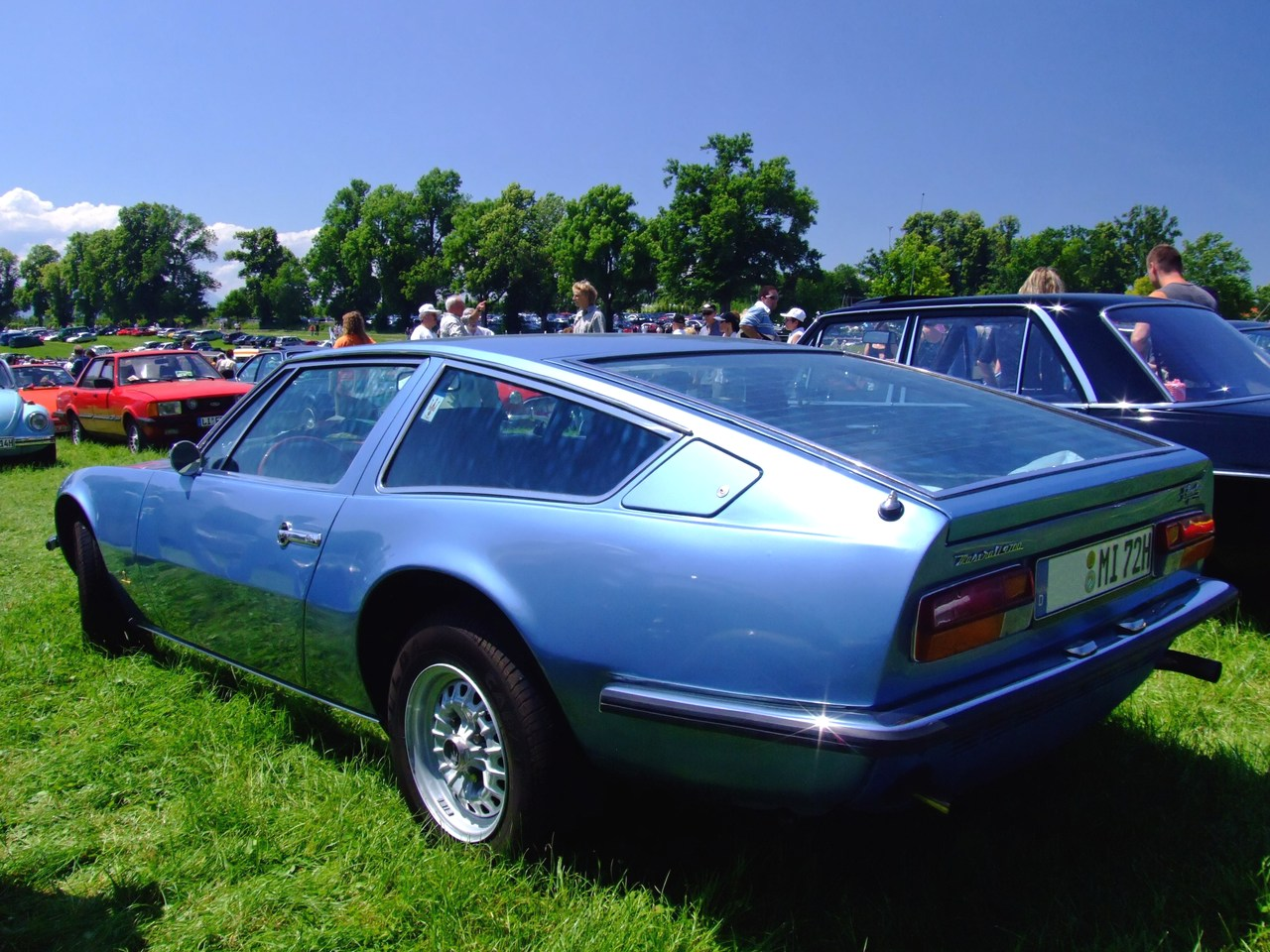
Maserati Indy America 4700

Der Maserati Indy war ein vom italienischen Automobilhersteller Maserati von 1969 bis 1975 produzierter viersitziger Sportwagen. Es war der letzte Maserati, der vor der Übernahme des Werks durch Citroën entwickelt und vorgestellt wurde.
Den Indy, so benannt zu Ehren der beiden Maserati-Siege beim 500-Meilen-Rennen von Indianapolis, die freilich auf die Jahre 1939 und 1940 zurückdatierten, zeigte Maserati erstmals auf dem Turiner Autosalon 1968 als Prototyp mit einer Karosserie von Alfredo Vignale.
Die Serienversion debütierte auf dem Genfer Salon 1969. Der Indy basierte auf der Plattform des Maserati Ghibli mit einem um 5 Zentimeter auf 2600 mm verlängerten Radstand. Bei der Karosseriestruktur betrat Maserati Neuland: Der Aufbau war erstmals selbsttragend ausgelegt. Konventionell – und in Augen vieler Tester veraltet – war die hintere Starrachse, die unverändert vom Ghibli übernommen wurde. Die Fließheck-Karosserie war geräumig; sie bot vier erwachsenen Passagieren mehr oder weniger komfortabel Platz. Die aerodynamischen Qualitäten des Autos waren erfreulich – und deutlich besser als beim Topmodell Maserati Ghibli, der zunächst parallel zum Indy im Programm bleibt. Neben- oder nacheinander wurden folgende Versionen angeboten:
- Maserati Indy 4200: 4,2 Liter Achtzylinder, 260 PS (nach Messung des TÜV: 230 DIN-PS); lieferbar von 1968 bis 1971
- Maserati Indy 4700: 4,7 Liter Achtzylinder, 290 PS; lieferbar von 1971 bis 1973
- Maserati Indy 4900: 4,9 Liter Achtzylinder, 320 PS; lieferbar von 1972 bis 1975.

Serienmäßig war der Indy mit einem Fünfganggetriebe von ZF Friedrichshafen ausgestattet; wahlweise war eine Dreigangautomatik von Borg-Warner lieferbar.
Die gute Aerodynamik war ein wesentlicher Grund dafür, dass der Indy zunächst nur mit der "kleinen" 4,2-Liter-Ausführung des Achtzylinders ausgestattet wurde: mit einem größeren und stärkeren Motor hätte der Indy bessere Fahrleistungen erreicht als der teurere Maserati Ghibli. Erst als die Produktion des Ghibli auslief, rüstete Maserati den Indy auch mit stärkeren Ausführungen des hauseigenen Achtzylinders aus.
Im Sommer 1970 testete Auto Motor und Sport einen Indy 4200. Dabei wurde eine Höchstgeschwindigkeit von 247 km/h ermittelt, etwas mehr als das Konkurrenzmodell Ferrari 365 GT 2+2; die Beschleunigung von 0 auf 100 km/h erledigte der Indy 4200 in 8,2 Sekunden. Das Fazit des Testers lautete: "Die meisten sportlichen Autos sind entweder viersitzig oder schön. Der Indy ist beides".
Die Marktpositionierung des Indy war unklar. Seine Produktion überschnitt sich sowohl mit der des Maserati Mexico als auch des Maserati Ghibli und des Maserati Mistral; alle drei Modelle wurden über mehrere Jahre parallel angeboten. Allerdings sollte der Indy die drei anderen Modelle überleben, so dass er jedenfalls indirekt deren Nachfolge übernahm.
Der Indy wurde sieben Jahre lang – von 1968 bis 1975 – mit weitestgehend unveränderter Karosserie gebaut. In dieser Zeit entstanden von allen Ausführungen insgesamt 1104 Exemplare. Der Indy war damit eines der erfolgreichsten Maserati-Modelle.